# G. A. Hanewacker

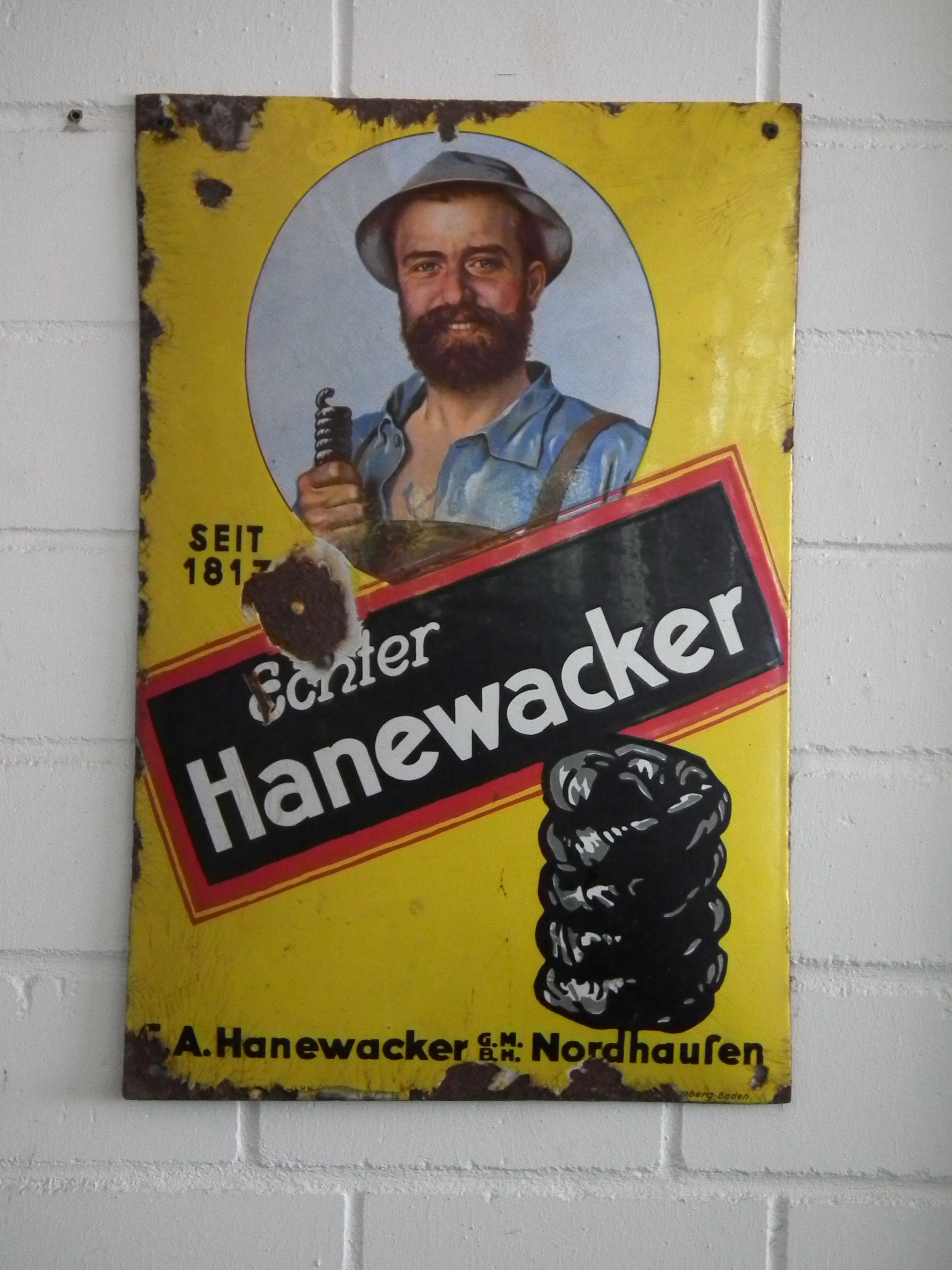
Werbeschild für G. A. Hanewacker

Die G. A. Hanewacker war eine am 3. Oktober 1817 in Nordhausen, Thüringen, gegründete Kautabakfabrik.

## Geschichte
Am 3. Oktober 1817 gründet Georg Andreas Hanewacker im thüringischen Nordhausen die bis dahin erste Kautabakfabrik Deutschlands. An diesem Tag wurde das erste Fass Kentucky-Tabak der Firmengeschichte gekauft. Da es zur damaligen Zeit keine Firma in Deutschland gab, die Kautabak herstellte, importierte Hanewacker den Tabak aus Dänemark. Durch die damals vorherrschende Kleinstaaterei, viele Zollgrenzen und schwierige und lange Transportwege wurde die Anfangsphase der Firma erschwert. Außerdem bestand die Aufgabe der Firma darin, selbst Tabake und die dazugehörigen Soßen herzustellen, anstatt diese zu importieren.
Um 1838 wurde August Hanewacker, der Sohn des Firmengründers, in die Firma aufgenommen. Zusammen bewirkten sie eine Expansion der Firma, sodass 1858 größere Räume bezogen und mehr Mitarbeiter eingestellt werden konnten.
1867 starb Georg Andreas Hanewacker, 1870 sein Sohn August, und die Handelsfirma ging an die insgesamt sieben Kinder über. August Hanewackers Söhne (Georg Wilhelm) Adolph und (Heinrich) Hermann übernahmen die Firma, bis auch Adolph plötzlich verstarb. Hermann holte seine Brüder (Adolph Friedrich) Rudolph und (Paul August) Hugo mit in die Firma.
Unter der Führung von Hermann Hanewacker blühte die Firma immer weiter auf. 1928 konnte ein weiteres neues Gebäude bezogen werden, insgesamt waren zu dieser Zeit 2.000 Beschäftigte angestellt. Während des Zweiten Weltkriegs beschäftigte die Firma auch Zwangsarbeiter in Nordhausen.
Nach dem Zweiten Weltkrieg, bei dem weite Teile Nordhausens den Bomben zum Opfer fielen, wurde der Sitz der Firma nach Duisburg verlegt und von Ewald Hanewacker, dem Sohn von Rudolf Hanewacker, in nun vierter Generation weitergeführt.
1975 folgte, auch weil Kautabak immer weiter an Beliebtheit verlor, das Aus der Firma. Hanewacker Kautabak wird jedoch weiterhin unter dieser Bezeichnung von der Firma Grimm und Triepel in mehreren Geschmacksrichtungen verkauft und vermarktet.